# Polonia en los Juegos Olímpicos de París 1924
Polonia estuvo representada en los Juegos Olímpicos de París 1924 por un total de 65 deportistas que compitieron en 10 deportes.  
El portador de la bandera en la ceremonia de apertura fue el atleta Sławosz Szydłowski.

## Medallistas
El equipo olímpico polaco obtuvo las siguientes medallas:
| Nombre                                                          | Deporte           | Competición            |
| --------------------------------------------------------------- | ----------------- | ---------------------- |
| Oro                                                             |                   |                        |
| —                                                               |                   |                        |
| Plata                                                           |                   |                        |
| Józef Lange Jan Łazarski Tomasz Stankiewicz Franciszek Szymczyk | Ciclismo en pista | Persecución por eqs. M |
| Bronce                                                          |                   |                        |
| Adam Królikiewicz (Picador)                                     | Hípica            | Saltos ind.            |